# Adelaide Hall
Adelaide Hall (Brooklyn, 20 oktober 1901 - Londen, 7 november 1993) was een Amerikaanse jazzzangeres en Broadway-ster en een van de belangrijkste figuren van de Harlem Renaissance. Ze zong onder meer in het orkest van Duke Ellington. Hier maakte ze haar beroemdste plaat: haar woordloze vertolking van Creole Love Call. Een ander succes was I Can't Give You Anything but Love. Hall trad op in verschillende musicals, waarmee ze ook in Europa populair werd. Ze was de eerste internationale Afro-Amerikaanse superster.

## Het begin
Hall begon haar muzikale carrière in 1921 op Broadway, in de 'zwarte' musical Shuffle Along van Eubie Blake. De show werd 504 keer opgevoerd en ging daarna op tournee. Er volgden nog meer musicals, zoals Runnin' Wild. In 1925 toerde ze door Europa met The Chocolate Kiddies Revue. In Europa introduceerde ze de charleston. In 1927 zong ze in een serie theatershows, waarin ook het orkest van Duke Ellington optrad. In oktober dat jaar nam het orkest met Hall Creole Love Call op voor Victor. Hall scat het nummer, dat geen tekst heeft. Het nummer had een seksuele lading, maar werd de eerste grote hit voor Ellington en een standard in zijn repertoire. In 1928 verving Hall Florence Mills in de musical Blackbirds, waarin ze naast Bill "Bojangles" Robinson zong. Het werd een groot succes: Blackbirds werd de langstlopende zwarte musical op Broadway ooit. Door deze musical vestigde ze definitief haar naam, in Amerika maar ook in Europa, waar de show werd opgevoerd in de Moulin Rouge in Parijs. Hall werd de eerste internationale Afro-Amerikaanse superster. Het in de show gezongen I Can't Give You Anything but Love werd een succes en zou in haar loopbaan een publieksfavoriet worden. In 1931 stond ze opnieuw met Bojangles op Broadway, nu in Brown Buddies.

## Parijs en Londen
In 1931 ging Hall op tournee, waarmee ze ook Europa aandeed. Ze ontdekte Art Tatum, die haar pianist werd. Ze trad twee weken op in Palladium in Londen en tekende een platencontract met het Engelse label Decca, waarvoor ze zeventig platen zou maken. In 1935 verscheen ze voor het eerst in een film, All Coloured Vaudeville Show. Haar toekomst zou uiteindelijk in Europa liggen. Ze verhuisde in 1936 naar Parijs, waar ze een grote ster was die qua populariteit alleen Josephine Baker naast zich moest dulden. Haar Engelse echtgenoot, een zeeman, begon er halverwege de jaren dertig een nachtclub. In 1938 ging ze opnieuw naar Londen, nu voor een hoofdrol in de musicalversie van Edgar Wallace' The Sun Never Sets. Het werd een succes, Hall werd omarmd door het Engelse publiek en ze vestigde zich er definitief. Hall en haar man begonnen een nachtclub, waar jazzmusici zoals haar vriend Fats Waller optraden. De club werd tijdens de Tweede Wereldoorlog vernietigd door Duitse bombardementen. In de oorlogsjaren trad ze op voor de geallieerde troepen in Engeland en op het continent.

## Na de oorlog
Ook na de oorlog werkte Hall als zangeres: ze trad op en maakte platen. Verder speelde ze in verschillende musicals, zoals in de West End-productie Kiss me Kate van Cole Porter en de Broadway-show Jamaica (naast Lena Horne). In 1969-1970 maakte ze twee platen met Humphrey Lyttelton. Ze deed theatertours en concerten en zong in de herdenkingsdienst voor de overleden Duke Ellington. In 1988 had ze een onewomanshow in Carnegie Hall. Ook haar laatste twee concerten in Amerika vond hier plaats, in 1992.
Adelaide Hall overleed aan de gevolgen van een longontsteking.

## Discografie (selectie)
- I touched a Star
- There Goes That Song Again, Decca
- Blackbirds of 1928, Columbia
- Red Hot from Harlem (opnames 1928-1940), Pearl, 1994
- Live at the Riverside, Jay, 1995
- Crooning Blackbird (opnames 1927-1939), EPM, 1996
- As Times go by, Happy Days, 1996
- A Centenary Celebration (compilatiebox), Avid, 2002

## Film-documentaire
- Sophisticated Lady, 1989 (première op het Filmfestival van Londen)